# بایرون آنتونی
بایرون آنتونی (انگلیسی: Byron Anthony؛ زادهٔ ۲۰ سپتامبر ۱۹۸۴) بازیکن فوتبال اهل بریتانیا است.
از باشگاه‌هایی که در آن بازی کرده‌است می‌توان به باشگاه فوتبال بریستول راورز، باشگاه فوتبال فارست گرین راورز، باشگاه فوتبال نیوپورت کانتی، باشگاه فوتبال کاردیف سیتی، و باشگاه فوتبال هرفورد یونایتد اشاره کرد.
وی همچنین در تیم‌های ملی فوتبال Wales national under-19 football team و زیر ۲۱ سال ولز بازی کرده‌است.